# Éléonore d'Anhalt-Bernbourg
Éléonore Marie d'Anhalt-Bernbourg (7 août 1600 à Amberg - 17 juillet 1657 à Strelitz) est une princesse d'Anhalt-Bernbourg par la naissance et par mariage duchesse de Mecklembourg-Güstrow.

## Biographie
Éléonore-Marie est une fille du prince Christian Ier d'Anhalt-Bernbourg (1568-1639) de son mariage avec Anne (1579-1624), la fille du comte Arnold III de Bentheim-Tecklenburg-Steinfurt. Sous le surnom de die Beständige ("la résistance"), elle est cofondatrice et la seconde à la tête de l'Académie des Loyales, l'une des femmes de la Société des fructifiants.
Le 7 mai 1626 à Güstrow, elle épouse le duc Jean-Albert II de Mecklembourg-Güstrow (1590-1636). Après sa mort, conformément au testament de son époux, elle prend la régence pour son fils Gustave-Adolphe de Mecklembourg-Güstrow. Cependant, seulement trois jours plus tard, son beau-frère Adolphe-Frédéric Ier de Mecklembourg-Schwerin la dépose comme régente et tutrice de son fils et prend lui-même le poste. Cela provoque une dispute amère entre Éléonore-Marie et son beau-frère. Cependant, le 4 mai 1636, les États intronisent Adolphe-Frédéric Ier.
Adolphe-Frédéric interjette appel du testament de son frère et remplace tous les membres du cabinet de Güstrow, laissant seulement Andreas Buggenhagen dans le gouvernement. Il prend également des mesures à l'encontre de l'Église réformée en Mecklembourg-Güstrow. En 1637, il sépare Gustave-Adolphe de sa mère calviniste. Elle est renvoyée à Strelitz. L'empereur Ferdinand III statue en sa faveur. Cependant, Adolphe-Frédéric continue son procès contre elle, et implique des puissances étrangères en la matière.
Éléonore-Marie renonce finalement à ses droits en 1645. Elle meurt douze ans plus tard, à Strelitz. Elle est enterrée dans la Cathédrale de Güstrow.

## Descendance
De son mariage avec Jean Albert II, elle a les enfants suivants:
- Anne Sophie (29 septembre 1628 - 10 février 1666), épouse du duc Louis IV de Legnica
- Jean Christian (1629-1631)
- Éléonore (1630-1631)
- Gustave-Adolphe de Mecklembourg-Güstrow (1633-1695)
- Louise (20 mai 1635 - 6 janvier 1648)